# Liste der Kulturgüter in Birrhard
Die Liste der Kulturgüter in Birrhard enthält alle Objekte in der Gemeinde Birrhard im Kanton Aargau, die gemäss der Haager Konvention zum Schutz von Kulturgut bei bewaffneten Konflikten, dem Bundesgesetz vom 20. Juni 2014 über den Schutz der Kulturgüter bei bewaffneten Konflikten sowie der Verordnung vom 29. Oktober 2014 über den Schutz der Kulturgüter bei bewaffneten Konflikten unter Schutz stehen.
Es sind weder A-Objekte noch B-Objekte auf dem Gemeindegebiet ausgewiesen, Objekte der Kategorie C fehlen zurzeit (Stand: 1. Januar 2023). Unter übrige Baudenkmäler sind geschützte Objekte zu finden, die in der Bau- und Nutzungsordnung der Gemeinde verzeichnet sind.

## Übrige Baudenkmäler
| ID   | Foto |                 | Objekt                                       | Typ | Standort                           | Beschreibung |
| ---- | ---- | --------------- | -------------------------------------------- | --- | ---------------------------------- | ------------ |
| 011  | BW   | Datei hochladen | Bäuerlicher Vielzweckbau                     | G   | Innlaufstrasse 18 661324 / 254913  |              |
| 012  | BW   | Datei hochladen | Bäuerlicher Vielzweckbau                     | G   | Innlaufstrasse 19 661305 / 254930  |              |
| 013  | BW   | Datei hochladen | Bäuerlicher Vielzweckbau                     | G   | Innlaufstrasse 21 661342 / 254943  |              |
| 901  | ja   | Datei hochladen | Gemeindehaus, altes Schulhaus (1827/28)      | G   | Dorfstrasse 39 660875 / 254015     |              |
| 902  | BW   | Datei hochladen | Gasthof «Sonne» (1820)                       | G   | Dorfstrasse 51 660848 / 254153     |              |
| 903  | BW   | Datei hochladen | Bäuerlicher Vielzweckbau (1815)              | G   | Hinterreistrasse 4 660769 / 254463 |              |
| 905  | BW   | Datei hochladen | Wohnhaus (frühes 19. Jh.)                    | G   | Dorfstrasse 22 660803 / 253835     |              |
| 906A | BW   | Datei hochladen | Dorfbrunnen beim ehemaligen Schulhaus (1893) | K   | Dorfstrasse 39 660876 / 254028     |              |
| 906B |      | Datei hochladen | Sodbrunnen beim ehemaligen Waschhaus         | K   | Dorfstrasse                        |              |
| 907  | BW   | Datei hochladen | Bäuerlicher Vielzweckbau (1882)              | G   | Dorfstrasse 59 660834 / 254270     |              |
| 908  | BW   | Datei hochladen | Kleinbauernhaus (1839)                       | G   | Dorfstrasse 61 660837 / 254296     |              |
| 909A |      | Datei hochladen | Grenzstein                                   | K   | Tannholz                           |              |
| 909B |      | Datei hochladen | Grenzstein                                   | K   | Hasli                              |              |
| 909C |      | Datei hochladen | Grenzstein                                   | K   | Hinterholz (Lache)                 |              |
| 910  |      | Datei hochladen | Wasserstein                                  | K   | K397 / K269                        |              |

Hinweis zur Legende: Anstelle der KGS-Nummer wird als Objekt-Identifikator (ID) die Inventarnummer in der Bau- und Nutzungsordnung verwendet.